# Comité Paralímpico Uruguayo
El Comité Paralímpico Uruguayo es el comité paralímpico nacional que representa a Uruguay. Esta organización es la responsable de las actividades deportivas paralímpicas en el país. Es miembro del Comité Paralímpico Internacional y del Comité Paralímpico de las Américas.